# Martin Hansen
Martin Hansen är en svensk musiker, låtskrivare och skivproducent från Göteborg, känd för sin musikproduktion tillsammans med Mikael Nord Andersson. De är nuvarande ägare av Stockholm-studion NordHansen Studio och har bland annat producerat tre album för den finländska rockgruppen The Rasmus samt Ana Johnsson's hitsingel "We Are" från soundtracket till Spider-Man 2. 

## Bakgrund
Hansen började sin karriär i början av 1990-talet som sångare och gitarrist i lokala band i Göteborg. Han studerade sedan mellan 1996 och 1998 vid Luleå tekniska universitet där han tog emot kandidatexamen i ljudteknik.

## Musikkarriären med Mikael Nord Andersson
Hansen mötte Mikael Nord Andersson i slutet av 1997 och de kom snabbt att börja arbeta tillsammans inom musikproduktion. Deras första jobb blev att producera Sofi Bondes album One, 2001. Sedan dess har duon, i musikstudion NordHansen Studio (tidigare Europa Studio) i Stockholm, bland annat producerat tre album för den finländska rockgruppen The Rasmus samt Ana Johnsson's hitsingel "We Are" från soundtracket till Spider-Man 2. 

## Diskografi som producent

### Album
- 2001: Sofi Bonde - One (även som låtskrivare)
- 2001: Lasse Berghagen - Som en blänkande silvertråd (även som låtskrivare)
- 2001: Blandade artister - Plura 50, en hyllningsplatta
- 2001: Niklas Strömstedt - Du blir du jag blir jag
- 2001: The Rasmus - Into
- 2002: Björn Skifs - Ingen annan (även som låtskrivare)
- 2003: The Rasmus - Dead Letters
- 2003: Peter LeMarc - Det som håller oss vid liv
- 2003: Monia Sjöström - Söderns hjärtas ros (även som låtskrivare)
- 2005: Sven-Ingvars - Guld & glöd
- 2005: Harpo - Jan Harpo Svensson 05
- 2005: The Rasmus - Hide from the Sun
- 2005: Peter LeMarc - Sjutton sånger – LeMarc sjunger LeMarc
- 2010: Scorpions - Sting In The Tail (även som låtskrivare)
- 2010: Scorpions - Comeblack
- 2012: The Rasmus - The Rasmus
- 2013: Scorpions - MTV Unplugged - Live in Athens
- 2015: Scorpions - Return To Forever (även som låtskrivare)
- 2017: Scorpions - Born to Touch Your Feelings: Best of Rock Ballads (även som låtskrivare)

### Singlar
- 2004: Lambretta - Chemical
- 2004: Ana Johnsson - We Are, I'm Stupid, Black Hole